# Erna Sóley Gunnarsdóttir
Erna Sóley Gunnarsdóttir (* 22. März 2000 in Mosfellsbær) ist eine isländische Leichtathletin, die sich auf das Kugelstoßen spezialisiert hat.

## Sportliche Laufbahn
Erste internationale Erfahrungen sammelte Erna Sóley Gunnarsdóttir im Jahr 2017, als sie bei den U20-Europameisterschaften in Grosseto mit einer Weite von 13,22 m in der Qualifikation ausschied, wie auch bei den U20-Weltmeisterschaften in Tampere im Jahr darauf mit 14,32 m. 2019 gewann sie dann bei den U20-Europameisterschaften im schwedischen Borås mit 15,65 m die Bronzemedaille. Im selben Jahr zog sie in die Vereinigten Staaten und begann dort ein Studium an der Rice University in Texas. 2021 belegte sie bei den U23-Europameisterschaften in Tallinn mit 15,85 m den neunten Platz und im Jahr darauf schied sie bei den Europameisterschaften in München mit 16,41 m in der Vorrunde aus. 2023 verbesserte sie den Landesrekord auf 17,34 m und wurde bei der 2. Liga der Team-Europameisterschaft im Zuge der Europaspiele in Chorzów mit 16,93 m Dritte. Anschließend schied sie bei den Weltmeisterschaften in Budapest mit 16,68 m in der Qualifikationsrunde aus. Im Jahr darauf gelangte sie bei den Hallenweltmeisterschaften in Glasgow mit 17,07 m auf den 14. Platz. Anfang Juni verpasste sie bei den Europameisterschaften in Rom mit 16,26 m den Finaleinzug, ehe sie bei den Olympischen Sommerspielen in Paris mit 17,39 m in der Qualifikationsrunde ausschied.
2025 verpasste sie bei den Halleneuropameisterschaften in Apeldoorn mit 16,74 m den Finaleinzug.
In den Jahren von 2019 bis 2024 wurde Erna Sóley Gunnarsdóttir isländische Meisterin im Kugelstoßen im Freien sowie 2017, 2024 und 2025 in der Halle.